# 아니아 페르손
아니아 소피아 테스 페르손(스웨덴어: Anja Sofia Tess Pärson, 1981년 4월 25일~)은 스웨덴의 전직 알파인 스키 선수이다. 2000~2010년대 스웨덴 최고의 알파인 스키 선수로 올림픽에서 금메달 1개를 포함하여 총 6개의 메달을 획득했고 세계 알파인 스키 선수권 대회에서 금메달 7개를 획득했다. 또한 FIS 알파인 스키 월드컵에서 종합 우승 2회를 달성했고, 금메달 42개를 포함하여 총 95개의 메달을 획득했다.

## 개인사
페르손은 사미인 혈통이다.